# 当涂东站

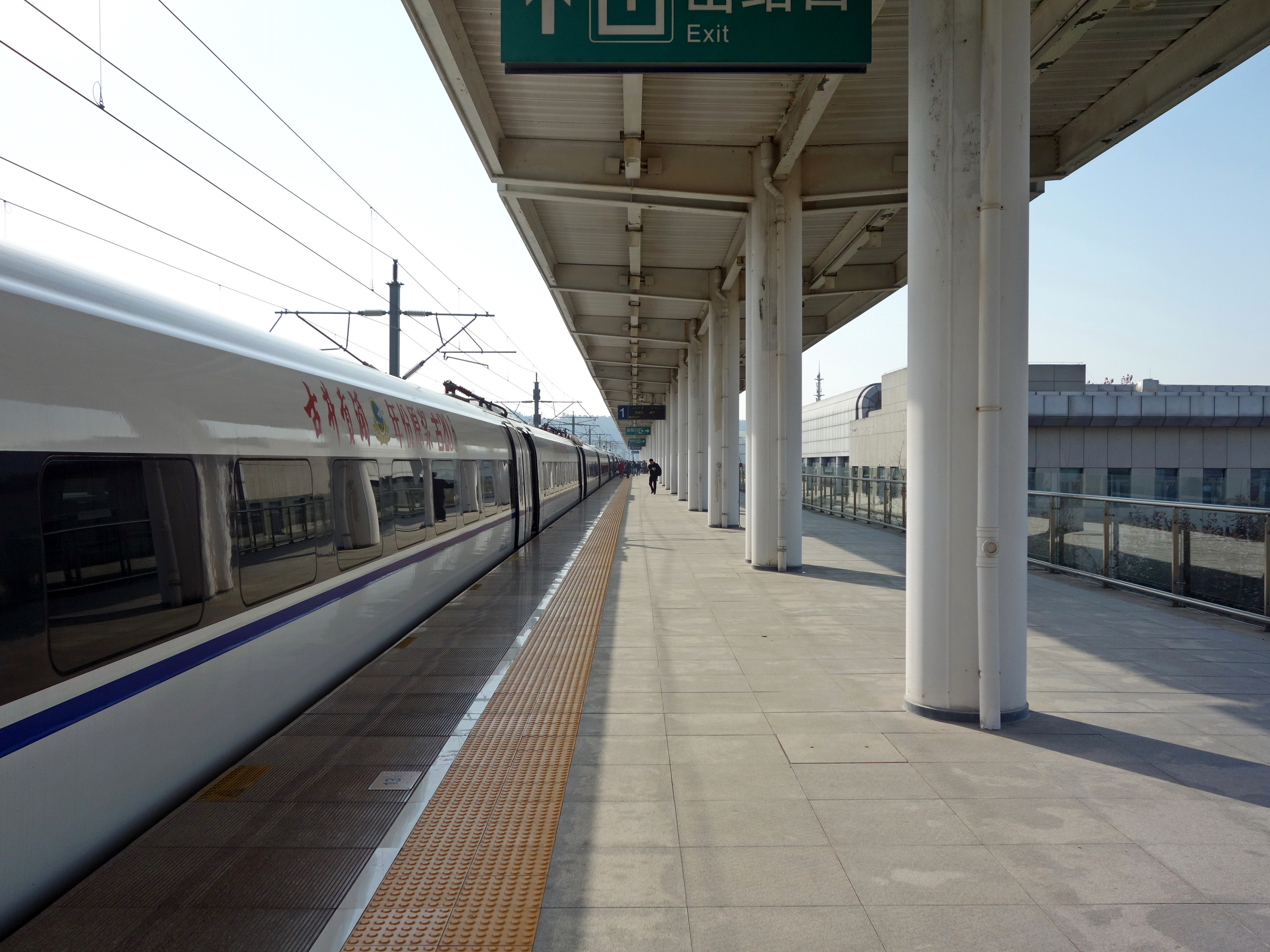
当涂东站1号站台

當塗東站位於中華人民共和國安徽省马鞍山市當塗縣，是宁安客运专线上的高鐵站，2015年12月6日啟用營運，由上海局集团管轄。

## 車站構造
站房建築面積4926平方米，站房地上二層，局部地下一層。主站房建築高度為14.7米，站房長1191米、寬38米。

## 接驳交通

### 轨道交通
南京地铁S2号线姑孰站（在建）

### 公交车
当涂-马鞍山线、马鞍山学院专线、当涂302路、当涂602路、当涂801路、当涂802路

## 歷史
- 2015年12月6日，隨著宁安客运专线通車啟用。